# Крушельницька Володимира Антонівна
Володими́ра Крушельни́цька (3 січня 1903, Коломия — 8 грудня 1937) — лікарка-дерматологиня, публіцистка, редакторка, громадська і культурна діячка. Жертва сталінського терору.

## Життєпис
Народилася в м. Коломиї в сім'ї Антона Крушельницького та його дружини Марії. Мала чотирьох братів: Івана К., Богдана К., Тараса К., Остапа К. Її племінницями є Лариса Іванівна Крушельницька і Марія Тарасівна Крушельницька.
Закінчила у Відні гімназію (1919) і медичний інститут (1925). У 1926—1927 рр. — лікарка у Рогатині, у 1928—1931 рр. мала у Львові приватну практику. Від 1928 р. разом з Софією Парфанович редагувала журнал Українського антиалкогольного товариства «Відродження» у Львові.
Позитивно оцінивши радянську українізацію 1920-х років, переїхала до УРСР. Від 2 листопада 1931 навчалась в аспірантурі Інституту венерології та дерматології в Харкові, за рік написала і захистила докторську дисертацію; працювала в тому ж інституті асистенткою. У 1932 до неї в Харків із Львова переїхав її брат Іван, а в травні та липні 1934 — решта її великої родини (крім її братової по Івану — Галини Левицької).
У ніч проти 6 листопада 1934 працівники НКВД заарештували її братів Тараса й Івана, а потім батька та двох інших її братів. Сама Володимира Крушельницька була заарештована 12 грудня 1934 за звинуваченням у належності до контрреволюційної терористичної організації. 27 лютого 1935 р. Володимира була засуджена до 3 років таборів. Відбувала покарання на Соловках (працювала лікарем). Володимиру в групі в'язнів (509 осіб), згідно з протоколом від 25 листопада, розстріляли (імовірно, в Ленінградській області РФ); документ про виконання вироку підписаний 8 грудня 1937 р.
Володимира Антонівна Крушельницька реабілітована Харківським обласним судом 10 березня 1958 р.